# Вольфрам фон Ешенбах
Во́льфрам фон Е́шенбах, або Вольфрам Ешенбахський (нім. Wolfram von Eschenbach; бл. 1170, Обер-Ешенбах, Баварія — бл. 1220) — один з найвизначніших епічних поетів німецького середньовіччя. Сучасник Гартмана фон Ауе, Готфріда Страсбурзького та Вальтера фон дер Фоґельвейде.
Автор містично-куртуазної поеми «Парціфаль» (нім. Parzival), фрагментарної поеми «Тітурель» (нім. Titurel) та незакінченої поеми «Віллегальм» (нім. Willehalm). Мінезингер (збереглося 9 пісень).

## Біографія
Про життя Вольфрама відомо дуже мало. Точні дати його народження і смерті невідомі, проте вважається, що Вольфрам жив у період між 1170—1220 роками. Був родом з маленького містечка Обер-Ешенбах (з 1917 року Вольфрамс-Ешенбах), що поблизу баварських міст Нюрнберга та Ансбаха. Належав до знатного роду, про що часто згадував у своїх творах. Будучи наймолодшим сином, Вольфрам не отримав батьківського спадку, тому мусив сам заробляти на життя. Ешенбах був лицарського походження (на це вказує й зображення в Манесському кодексі); згадує про це у своєму «Парціфалі»: «Мій успадкований суспільний клас — служіння щиту» (нім. schildes ambet ist mîn art). Вольфрам не хотів аби думали, що він — освічена людина. Можливо, він просто не бажав бути схожим на деяких своїх сучасників, які надмірно вихвалялися своєю писемністю та начитаністю (в першу чергу Гартман фон Ауе, Готфрід Страсбурзький та Генріх фон Фельдеке), а вдавав з себе неписьменного збіднілого лицаря. В його творах можна зустріти такі вислови:

| Я не знаю жодної букви алфавіту. Для багатьох осіб це відправний пункт, але не для мене — книги не впливають на хід моєї розповіді.[6] Оригінальний текст (нім.) ine kan decheinen buochstap. dâ nement genuoge ir urhap: disin âventiure vert âne der buoche stiure. |
| Я зоставсь необізнаним з тими речами, що написані в книгах. Якщо я й маю якійсь уміння, то це результат виключно моїх розумових можливостей. Я навчався лише так.[7] Оригінальний текст (нім.) swaz an den buochen stêt geschriben, des bin ich künstelôs beliben. niht anders ich gelêret bin: wan hân ich kunst, die gît mir sin. |
Схожі твердження часто можна знайти і в теологічних текстах, зокрема, й у 70 псалмі Псалтиря: «Не пізнав я наук книжних» (лат. quoniam non cognovi litteraturam), тому припускається, що Вольфрам таким чином хотів долучився до середньовічної традиції, за якої таке зізнання вказує в першу чергу на скромність християнського письменника. Під неписьменністю поет також міг розуміти своє незнання класичних мов — греки та латини, остання фактично виконувала роль «офіційної» мови середньовіччя. Неграмотність поета знайшла як своїх прихильників, так і противників. Одні твердять, що знання з медицини, єгипетської міфології, географії, літератури тощо, Вольфрам міг почерпнути лише з книг, інші ж, опираючись на кострубатість синтаксису та ритму його творів, переконані, що поет все-таки був безграмотним, а свої розповіді надиктовував писареві. Ба більше, Вольфрам весь час вживає вирази на кшталт «як я чував» та «історія гласить», і ніколи не пише «я читав», «як написано в» тощо.
Вольфрам не мав потреби ставати мандрівним мінезингером і продавати свої пісні за гроші, адже через своє знатне походження його з радістю приймали при дворах королів та герцогів (там він, ймовірно, і вивчив французьку). Серед найвідоміших покровителів поета був граф Вертгейм, до якого Вольфрам у «Парціфалі» звертається як мій гер (нім. Herr, тобто пан), та ландґраф Герман I Тюрінгенський, при дворі якого Вольфрам взяв участь у змаганні співаків і здобув перемогу. Поховали поета в Ешенбахському соборі Фрауенкірхе (нім. Frauenkirche).

## Твори

### «Парціфаль»
Питав у матері синок:

«За що карають тих пташок?»

Просив їх в охорону взяти.

Дитині королева-мати

Сказала: «Правдонька твоя, 

Не йтиму проти Бога я.

З-за мене птаству не співать?»

Та син не дав їй доказать:

«Що то за Бог? Хто він такий?»
 
«Скажу тобі,мій дорогий:.

Ясніший він за ясні дні,

І з ласки він прийняв на-вні

Обличчя людське. Пам'ятай, —

На мудрий заповіт вважай:

Лише йому молись в нужді, — 

Він Вірний людям у біді

Той Чорний, то пекельний цар,

Невірний, зрадник, повний чар:

Його та сумніву з гріхами,

Мій сину, уникай думками».

Так мати мовила йому,

Щоб знав він Світло і Пітьму.

Герцелейдове повчання сину, «Парціфаль» 
Містично-куртуазну поему «Парціфаль» Вольфрам фон Ешенбах написав між 1200—1210 рр. Хоча Вольфрам і стверджував, що його джерелом був поет на ймення Кіот (VIII книга «Парціфаля»), свій твір він фактично написав на основі незакінченої поеми Кретьєна де Труа — «Персеваль, або повість про Грааль» (фр. Perceval, le Conte du Graal). Вольфрам значно розширив французьку версію (25000 проти 9000 віршованих рядків), надав деталізовану передісторію та довів поему до логічного закінчення. Провідною темою твору є пошуки Святого Грааля (у Вольфрамовій інтерпретації це коштовний камінь — Lapis Exillis, який дає своїм прибічникам їжу та напої, а також має здатність омолоджувати та подовжувати життя ).

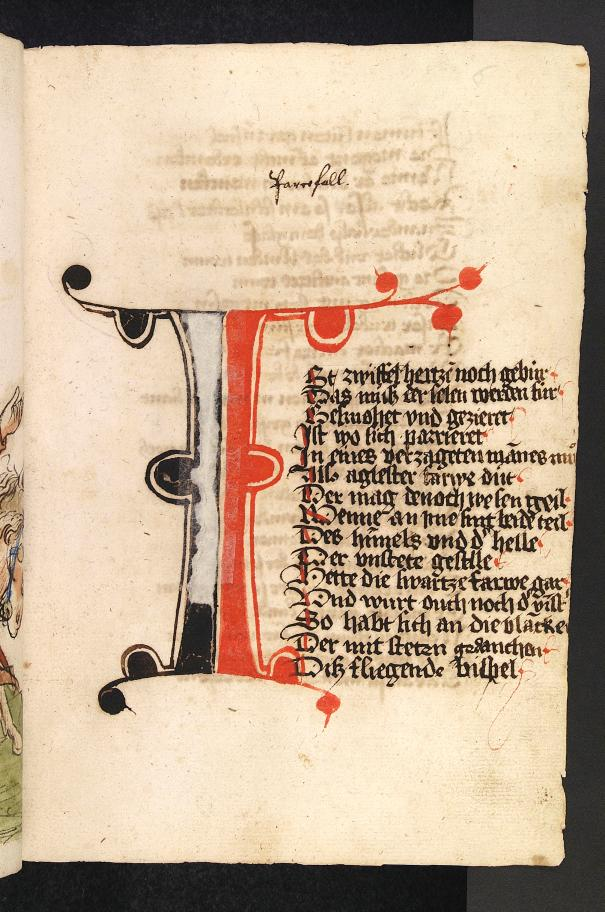
Пролог «Парціфаля»

Поема «Парціфаль» починається з пригод Парціфалевого батька Ґамурета, який покидає свою батьківщину, аби не служити під началом свого старшого брата, якому за законом перейшов увесь батьківський спадок. Під час своїх подорожей, він рятує одну мавританську царівну від її ж васалів та, як нагороду, отримує її руку. Далі йде його від'їзд, а царівна за його відсутності народжує сина, який успадковує від батька та матері подвійний колір шкіри — чорний і білий. Ґамурет тим часом прибуває до Іспанії, де править королева Герцелейда, і , здобувши перемогу в турнірі, одружується з нею. У них народжується син — Парціфаль. Згодом Ґамурет гине в битві з невірними, а Герцелейда, приголомшена смертю коханого, відходить до лісової хащі, де виховує сина як простолюдина, щоб той ніколи не дізнався про лицарів та лицарство. Але молодий Парціфаль відчуває нестримний потяг до пригод та подвигів. Він сам робить для себе стріли та списи та весь час полює на дичину. Одного разу він зустрічає в лісі чотирьох лицарів і просить матір відпустити його з ними. Герцелейда погоджується. Відтоді починаються його пригодницьке життя. Парціфаль одружується з королевою Кондвірамур, здобувши перемогу над її ворогом, царем Кланідом, який тривалий час тримав місто в облозі аби змусити царицю стати його дружиною. Далі він потрапляє до священного міста Грааля, де багато лицарів служать священній чаші, в якій міститься благодать святого духа. Опис храму Грааля та бенкет лицарів цієї таємничої держави належать до одних з найгарніших місць поеми. Парціфаль стає лицарем цього братства. Наприкінці поеми, він разом із своїм братом, сином мавританської цариці, прибуває до двору короля Артура та вступає до лав лицарів Круглого столу. Поема закінчується обранням Парціфаля королем Грааля. Він також дізнається, що в нього народився син — Льоенґрін, майбутній спадкоємець держави. Життя і пригоди Льоенґріна складають окремий епізод поеми, в якому описується те, як він, припливши на лебеді до Антверпена, одружується з брабантською принцесою, але за умови, що вона не питатиме його імені, а потім покидає її, коли довідується, що вона все-таки дізналася його ім'я.

### «Тітурель» та «Віллегальм»

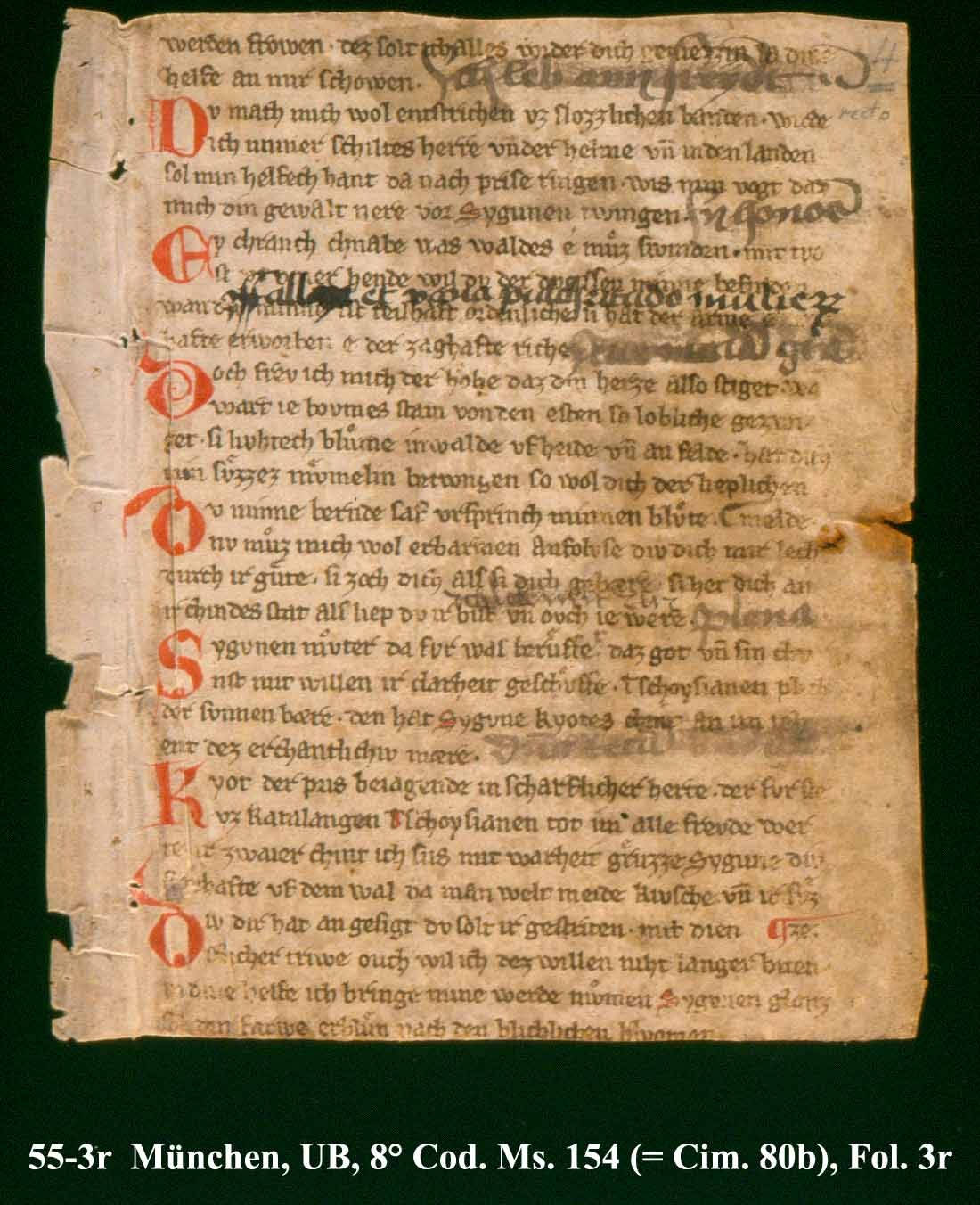
Рукопис «Тітуреля».

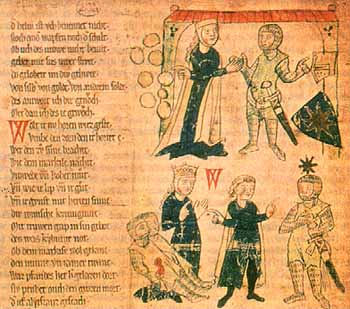
Рукопис «Віллегальма».

Поему «Тітурель» Вольфрам фон Ешенбах написав між 1210—1220 рр. Твір складається з двох фрагментів, у яких розповідається історія двох закоханих — Шіонатуландера та Сігуни (персонажі, які вже були зображені в «Парціфалі»). Перший фрагмент — зародження любові між головними персонажами. В другому ж фрагменті Шіонатуландер та Сігуна розбивають шатро посеред лісової галявини, коли раптом з'являється таємничий собака, на повідку якого викарбувана історія. Сігуна хоче прочитати її, але пес виривається. Шіонатуландер йде на його пошуки. На цьому розповідь уривається. Близько 1272 року Альбрехт фон Шарфенберґ написав продовження «Тітуреля», яке за традицією називають «Юний Тітурель».
«Віллегальм» — останній твір поета, що датується другим десятиліттям XIII ст. Першоджерелом для поеми послугувала жеста «Алісканс», яка описує дві великі битви між християнами на сарацинами. Твір був досить популярним у свої часи, адже дійшов до нас у шістнадцяти рукописах. У поемі описуються битви головного героя з язичниками, які мстяться за те, що Віллегальм викрав дочку їхнього короля та одружився з нею, навернувши у християнство. В поемі використані притаманні для середньовічної літератури ознаки, як-от: перемога над цілим сонмищем сарацинів, які нападають на нечисельну християнську армію, зворушливий епізод смерті Віллегальмового племінника, молодого лицаря Вівіяна, який уособлює середньовічний образ лицарської хоробрості у поєднанні з духовною чистотою.

### Мінезанг

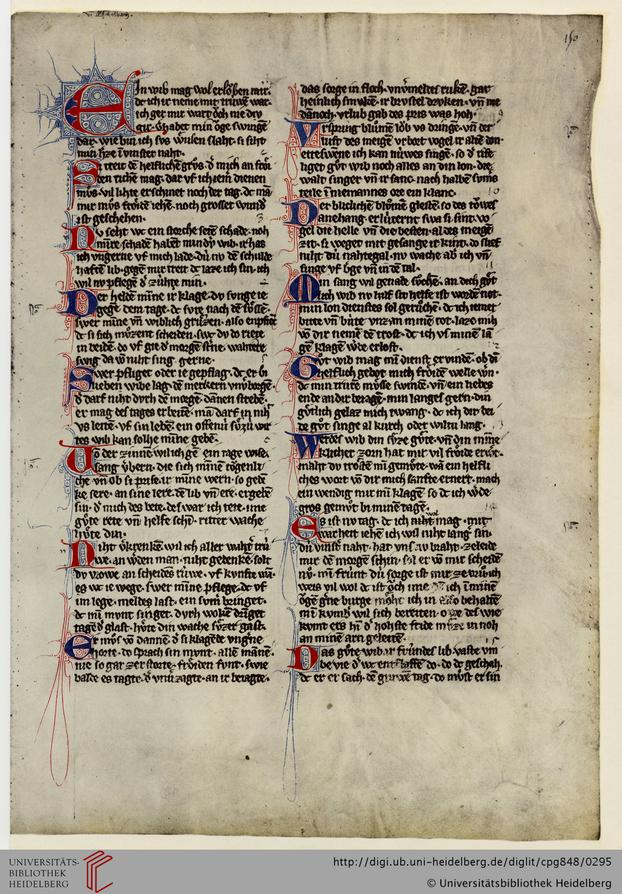
Мінезанг Ешенбаха у Манесському кодексі (Великому Гайдельбергерському пісеннику)

Всього до нас дійшло дев'ять ліричних поезій Вольфрама фон Ешенбаха:
- I. «Ранішній промінь» (нім. Den morgenblic);
- II. «Його пазурі» (нім. Sîne klâwen);
- III. «Зараз день» (нім. Ez ist nu tac!);
- IV. «З башточки я спущусь» (нім. Von der zinnen wil ich gên);
- V. «Ти співом скрите кохання оплакував» (нім. Der helnden minne ir klage);
- VI. «Дама може таки дозволить мені» (нім. Ein wîp mac wol erlouben mir);
- VII. «Розцвітання квітів» (нім. Ursprinc bluomen);
- VIII. «Благородна пані, я благаю вашої любові» (нім. Guot wîp, ich bite dich minne);
- IX. «Багато чоловік горює» (нім. Maniger klaget);

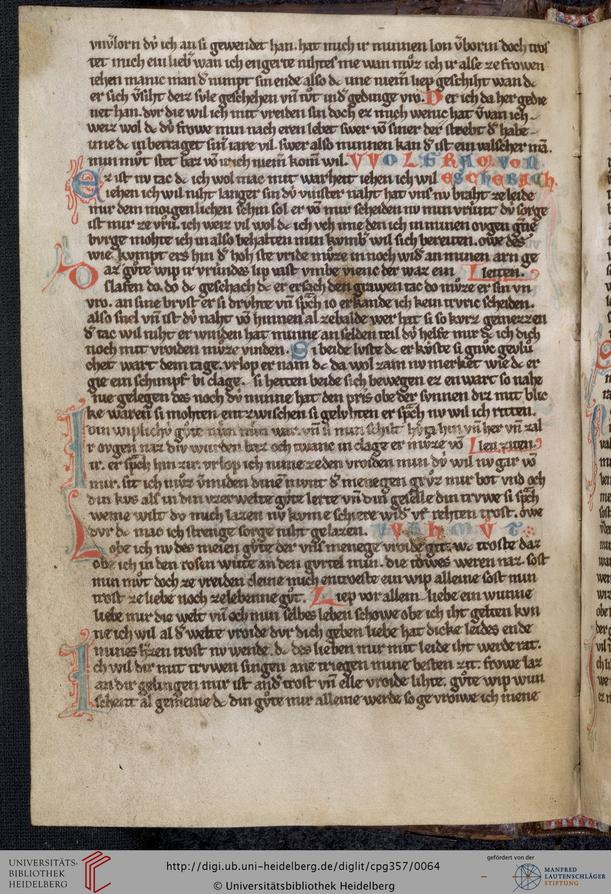
Мінезанг Ешенбаха у Малому Гайдельбергерському пісеннику

Перші п'ять поезій є різновидом «таґеліду» (нім. Tagelied — «пісня дня»; німецький жанр, який утворився під впливом провансальської альби). В них розповідається про лицаря, який провів ніч зі своєю коханою, а зранку мусить знову розлучатися з нею, аби ніхто з придворних не помітив їх. Найчастіше саме дама виконує провідну роль — вона прокидається ще на досвітку та будить свого коханого, щоб він зміг вислизнути непоміченим. Вольфрам фон Ешенбах також виступає новатором — у деяких таґелідах з'являється вартовий, що будить коханців на світанку (таким чином він перебирає роль дами на себе).
Інші чотири пісні виконані у дусі традиційного мінезангу. Мелодії не збереглись.
Одну з ліричних поезій переклав Ігор Качуровський:
| Переклад | Оригінал | Переклад | Оригінал |
| --- | --- | --- | --- |
| Ти співом скрите кохання Оплакував у час світання, Дав після меду — квасу. Любов хто, життя окрасу, Сприймає так, — Тим краще розлучитись, Порад твоїх би почитись. Дасть їм знак Вранішня зірка, — занімій, Не клич їх, вартовий.' | Der helnden minne ir klage du sunge ie gên dem tage, daz sûre nâch dem süezen. swer minne und wîplich grüezen alsô enpfienc, daz sie sich muosen scheiden, — swaz du dô riete in beiden, dô ûf gienc der morgensterne: wahtære swîc, dâ von niht langer sinc! | Хто міг чи може досягнути, З любою щоб лягти Не нишком, не таємно, Не мусить, заки темно, Утікати. Спокійно він дня чекає, На нього не чигає Страх відплати. Солодка щирість господині — Його любов віднині. | Swer pfliget oder ie gepflac, daz er bî liebe lac den merkern unverborgen: der darf niht durch den morgen dannen streben. er mac des tages erbeiten. man darf in niht ûz leiten ûf sîn leben: ein offeniu süeziu wirtes wîp kan solhe minne geben. |

### Література

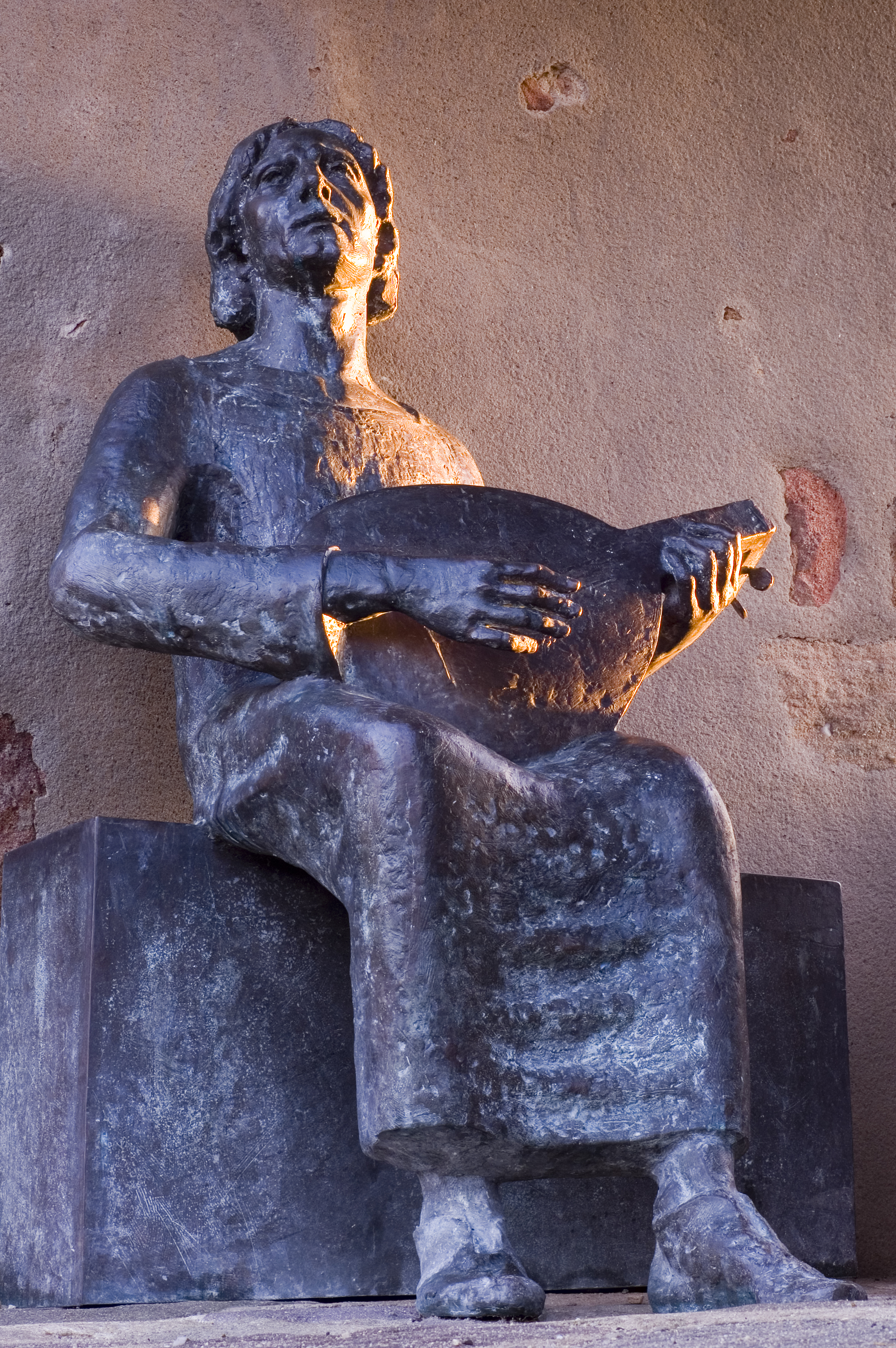
800 років тому Вольфрам фон Ешенбах у своєму «Парціфалі» оспівав поганий стан турнірної галявини в замку Абенберґ, а сьогодні за станом цієї галявини спостерігає статуя поета.

## Мова та стиль
Вольфрам фон Ешенбах, як і його сучасники — Гартман фон Ауе та Готфрід Страсбурзький, писав середньоверхньонімецькою мовою. Словниковий запас Вольфрама значною мірою базується на словах, які він черпає з народної мови та епосу. Проте він також вводить у свої тексти багато слів-новотворів, як-от: âderstôz — «гордість у жилах», schelmelac — «інфекція у тварин», altwîs — «стара мудрість», lûtersnel — «ясно і швидко» тощо.
У своєму «Парціфалі» поет часто вживає французькі запозичення для позначення понять придворно-лицарського світу, опису суспільних прошарків, лицарського життя, назв одягу, взуття, домашнього господарства та продуктів харчування: hârsenier — «захист голови під шоломом», zimierde — «прикраса шолома», scheneschlant — «лицар Граалю», ribbalt — «волоцюга»; poinder — «початок верхової їзди», walap — «галоп», stival — «чоботи», phlûmît — «пірйова подушка», agraz — «яблучний бульйон» тощо.
Спосіб оповіді Вольфрама фон Ешенбаха близький до техніки поступового розкриття, адже певний перебіг подій пояснюється помітно пізніше, разом із розвитком сюжету.

## Сприйняття

### Музика
Ріхард Вагнер, німецький композитор, вперше познайомився з творчістю Вольфрама фон Ешенбаха влітку 1845 року, а вже за три місяці по тому в його опері «Тангейзер» Вольфрам фігурує як один із персонажів. 1850 року композитор написав оперу «Лоенгрін», сюжетом для якої послугував кінцевий епізод з «Парціфаля», а 1882 року переробив сюжет поеми, яка послужила основою для його однойменної музичної драми — «Парсіфаль».

### Видання та переклади
Перше повне видання творів Вольфрама фон Ешенбаха здійснив Карл Лахман у 1833 році. Протягом тривалого часу це видання перевидавалось іншими вченими, зокрема: Морісом Гауптом (1854, 1872), Карлом Мюлегофом (1879), Карлом Вайнголдом (1891). 1926 року світ побачило видання Едуарда Гартла — воно залишається найбільш авторитетним та часто перевидається. Також варто відзначити видання Альберта Лайцмана, яке суттєво базується на версії Лахмана, проте корисне з точки зору пунктуації.
Українською деякі уривки з «Парціфаля» переклали Максим Славінський (Культурно-мистецький календар-альманах на 1947 рік. Реґенсбурґ) та Ігор Качуровський.
Є російський варіант «Парціфаля» в перекладі Льва Гінзбурга, проте принаймні третину тексту перекладач дає від себе, тому текст передає лише зміст твору, а не його стиль.
2009 року переклад «Тітуреля» з німецького видання Карла Лахмана (1891) російською мовою здійснив Володимир Мікушевич.